# ОК фест
ОК фест је тродневни фестивал за младе који се сваког лета одржава на Тјентишту, месту у оквиру Националног парка Сутјеска. Окосницу фестивала чини богат музички програм, али посетиоцима су на располагању и бројни пратећи забавно-едукативни садржаји. Термин одржавања фестивала је почетком или средином јула, а прво издање је приређено 2014. године.
ОК фест се развио из манифестације Камп пријатељства, која се од 2011. до 2013. године одржавала на истом месту, у организацији Феријалног савеза Републике Српске и Националног парка Сутјеска.

## Досадашња издања фестивала
| 2014. (1)  | 4. јул | · Тупас мене · | [ 1 ] [ 2 ] [ 3 ]           |  |  |
| 2014. (1)  | 5. јул | · Испад · Сопот · | [ 1 ] [ 2 ] [ 3 ]           |  |  |
| 2014. (1)  | 6. јул | Аурора · · Партибрејкерс · Зостер | [ 1 ] [ 2 ] [ 3 ]           |  |  |
|            | | |                             |  |  |
| 2015. (2)  | 3. јул | Забрањено пушење · Елементал · Бркови | [ 4 ]                       |  |  |
| 2015. (2)  | 4. јул | · | [ 4 ]                       |  |  |
| 2015. (2)  | 5. јул | Електрични оргазам · Хладно пиво | [ 4 ]                       |  |  |
|            | | |                             |  |  |
| 2016. (3)  | 1. јул | Бабе · Влатко Стефановски трио · ЗАА | [ 5 ]                       |  |  |
| 2016. (3)  | 2. јул | · Коља и гробовласници · Бајага и инструктори · Дјечаци | [ 5 ]                       |  |  |
| 2016. (3)  | 3. јул | Едо Маајка · Вива вокс · Артан Лили · Стерео банана | [ 5 ]                       |  |  |
|            | | |                             |  |  |
| 2017. (4)  | 30. јун | · Јосипа Лисац · | [ 6 ]                       |  |  |
| 2017. (4)  | 1. јул | Вива вопс · Психомодо поп · Канда, Коџа и Небојша | [ 6 ]                       |  |  |
| 2017. (4)  | 2. јул | Урбан&4 · Лет 3 · Дубиоза колектив · Деца лоших музичара · Зостер | [ 6 ]                       |  |  |
|            | | |                             |  |  |
| 2018. (5)  | 6. јул | Тупас мене · Хладно пиво · Кирил Џајковски · Лака · Земља грува | [ 7 ]                       |  |  |
| 2018. (5)  | 7. јул | · Лету штуке · Џибони · Обојени програм · | [ 7 ]                       |  |  |
| 2018. (5)  | 8. јул | Вива вопс · Елементал · С.А.Р.С. · Ритам нереда | [ 7 ]                       |  |  |
|            | | |                             |  |  |
| 2019. (6)  | 12. јул | Гоблини · Др Неле Карајлић · Бркови · М. О. Р. Т. · Исказ | [ 8 ]                       |  |  |
| 2019. (6)  | 13. јул | Едо Маајка · Дубиоза колектив · Хелем нејсе · Ђорђе Миљеновић · Бјесови | [ 8 ]                       |  |  |
| 2019. (6)  | 14. јул | · Партибрејкерс · Војко В · Лет 3 | [ 8 ]                       |  |  |
|            | | |                             |  |  |
| 2020.      | Седмо издање фестивала првобитно је да било заказано за период од 17. до 19. јула 2020. године, а на списку најављених извођача налазили су се , Алис Мертон, , Урбан&4, Горан Баре и Мајке, Зостер, и многи други. Међутим, уследила је глобална пандемија ковида 19, па је фестивал одложен за термин од 14. до 16. августа исте године, уз отказивање наступа иностраних извођача. Коначно, четвртог августа 2020. саопштено је да фестивала ипак неће бити те године. | Седмо издање фестивала првобитно је да било заказано за период од 17. до 19. јула 2020. године, а на списку најављених извођача налазили су се , Алис Мертон, , Урбан&4, Горан Баре и Мајке, Зостер, и многи други. Међутим, уследила је глобална пандемија ковида 19, па је фестивал одложен за термин од 14. до 16. августа исте године, уз отказивање наступа иностраних извођача. Коначно, четвртог августа 2020. саопштено је да фестивала ипак неће бити те године. | [ 9 ] [ 10 ] [ 11 ]         |  |  |
|            | | |                             |  |  |
| 2021. (7)  | 13. август | · Мортал комбат · Мореуз · Горан Баре и Мајке · Бркови | [ 12 ]                      |  |  |
| 2021. (7)  | 14. август | Марчело и Напети квинтет · Буч Кесиди · Бајага и инструктори | [ 12 ]                      |  |  |
| 2021. (7)  | 15. август | Зостер · Ритам нереда · Сопот · Канда, Коџа и Небојша · Дарко Рундек и Екипа · Хладно пиво | [ 12 ]                      |  |  |
|            | | |                             |  |  |
| 2022. (8)  | 15. јул | · Никола Врањковић · Гоблини · | [ 13 ]                      |  |  |
| 2022. (8)  | 16. јул | Силенте · Урбан&4 · Нено Белан и Фјуменс · Дубиоза колектив · Едо Маајка · Лет 3 | [ 13 ]                      |  |  |
| 2022. (8)  | 17. јул | Зостер · Психомодо поп · С.А.Р.С. · Кирил Џајковски · М. О. Р. Т. · Војко В | [ 13 ]                      |  |  |
|            | | |                             |  |  |
| 2023. (9)  | 13. јул | · Коикои | [ 14 ] [ 15 ]               |  |  |
| 2023. (9)  | 14. јул | Репетитор · Канда, Коџа и Небојша · Краљ Чачка · Миле Кекин · Горан Баре и Мајке · Др Неле Карајлић | [ 14 ] [ 15 ]               |  |  |
| 2023. (9)  | 15. јул | Обојени програм · Елементал · Артан Лили · Констракта · Бомбај штампа · Џибони | [ 14 ] [ 15 ]               |  |  |
| 2023. (9)  | 16. јул | · Деца лоших музичара · Смоке Мардељано · Зостер · Дарко Рундек и Екипа · Све барабе · Бркови | [ 14 ] [ 15 ]               |  |  |
|            | | |                             |  |  |
| 2024. (10) | 18. јул | Џа или Бу · Бојана Вунтуришевић · Савршени маргиналци | [ 16 ]                      |  |  |
| 2024. (10) | 19. јул | · Бјесови · Нено Белан и Фјуменс · Зостер · | [ 16 ]                      |  |  |
| 2024. (10) | 20. јул | · Свемирко · Лету штуке · Парни ваљак · | [ 16 ]                      |  |  |
| 2024. (10) | 21. јул | М.О.Р.Т. · Грше · Мортал комбат · Војко В · Буч Кесиди · Ритам нереда | [ 16 ]                      |  |  |
|            | | |                             |  |  |
| 2025. (11) | 17. јул | Канда, Коџа и Небојша · Скроз · · | [ 17 ] [ 18 ] [ 19 ] [ 20 ] |  |  |
| 2025. (11) | 18. јул | Елементал · Рамбо Амадеус · Плави оркестар · Бркови · Хелем нејсе · Хиљсон Мандела · Лет 3 | [ 17 ] [ 18 ] [ 19 ] [ 20 ] |  |  |
| 2025. (11) | 19. јул | Ида Престер и · Дубиоза колектив · Кранкшвестер · | [ 17 ] [ 18 ] [ 19 ] [ 20 ] |  |  |
| 2025. (11) | 20. јул | Марко Луис · Ник Вест · Зостер · Психомодо поп · З++ · | [ 17 ] [ 18 ] [ 19 ] [ 20 ] |  |  |